# Рубен Лофтус-Чік
Ру́бен А́йра Ло́фтус-Чік (англ. Ruben Ira Loftus-Cheek, нар. 23 січня 1996, Луїшем) — англійський футболіст, центральний півзахисник клубу «Мілан» та національної збірної Англії.

## Клубна кар'єра
Вихованець футбольної школи клубу «Челсі». Рубен пройшов через усі вікові категорії системи лондонців, починаючи з команди до восьми років. У сезоні 2013/14 він був важливою частиною команди, яка виграла молодіжний кубок Англії, у наступному сезоні допоміг клубу захистити титул, а також вперше в історії команди виграти Юнацьку лігу УЄФА.
Дебют Рубена за першу команду «аристократів» відбувся 10 грудня 2014 року в матчі Ліги чемпіонів проти лісабонського «Спортінга», замінивши за 7 хвилин до кінця гри Сеска Фабрегаса. 31 січня 2015 року дебютував у Прем'єр-лізі, вийшовши на заміну замість Оскара в компенсований час матчу проти «Манчестер Сіті». Всього до кінця сезону зіграв у трьох матчах чемпіонату і став з командою чемпіоном Англії.
У сезоні 2015/16 отримав більше ігрового часу, взявши участь у 17 матчах «Челсі», включаючи 13 ігор плей-оф. А ось у наступному сезоні, хоча й удруге став чемпіоном Англії у складі лондонської команди, зміг додати до свого активу лише 6 ігор у Прем'єр-лізі.
Тому для отримання інтенсивнішої ігрової практики влітку 2017 був відданий в оренду до іншого столичного клубу, «Крістал Пелеса», в команді якого був основним гравцем протягом сезону 2017/18, зігравши у 24 матчах Прем'єр-ліги і відзначившись у них двома забитими голами.
Улітку 2018 повернувся з оренди до «Челсі» та став гравцем основного складу команди.

## Виступи за збірні
2011 року дебютував у складі юнацької збірної Англії, взяв участь у 23 іграх на юнацькому рівні, відзначившись 8 забитими голами.
2015 року у віці 19 років отримав перший виклик до молодіжної збірної Англії і був включений у заявку на молодіжний чемпіонат Європи 2015 року в Чехії, де зіграв у двох матчах, проте команда не подолала груповий етап.
11 листопада 2017 року дебютував в офіційних матчах у складі національної збірної Англії.
16 травня 2018 року був включений до заявки національної команди на чемпіонат світу 2018.

## Особисте життя
Лофтус-Чік є зведеним братом колишніх футболістів Карла і Леона Корта.
| Дата       | Місто           | Господарі | Результат | Гості      | Турнір                       | Голи | Примітки |
| ---------- | --------------- | --------- | --------- | ---------- | ---------------------------- | ---- | -------- |
| 11-11-2017 | Лондон          | Англія    | 0 – 0     | Німеччина  | товариський матч             | -    |          |
| 14-11-2017 | Лондон          | Англія    | 0 – 0     | Бразилія   | товариський матч             | -    | 35'      |
| 2-6-2018   | Лондон          | Англія    | 2 – 1     | Нігерія    | товариський матч             | -    | 67'      |
| 7-6-2018   | Лідс            | Англія    | 2 – 0     | Коста-Рика | товариський матч             | -    | 79'      |
| 18-6-2018  | Волгоград       | Туніс     | 1 – 2     | Англія     | ЧС 2018 - 1-й етап           | -    | 80'      |
| 24-6-2018  | Нижній Новгород | Англія    | 6 – 1     | Панама     | ЧС 2018 - 1-й етап           | -    | 23'      |
| 28-6-2018  | Калінінград     | Англія    | 0 – 1     | Бельгія    | ЧС 2018 - 1-й етап           | -    |          |
| 14-7-2018  | Санкт-Петербург | Бельгія   | 2 – 0     | Англія     | ЧС 2018 - матч за 3-тє місце | -    | 84'      |
| 11-9-2018  | Лестер          | Англія    | 1 – 0     | Швейцарія  | товариський матч             | -    | 61'      |
| 15-11-2018 | Лондон          | Англія    | 3 – 0     | США        | товариський матч             | -    | 70'      |
| Усього     |                 | Матчів    | 10        |            | Голів                        | 0    |          |

## Досягнення
- Чемпіон Англії (2):

«Челсі»: 2014-15, 2016–17
- Володар Кубка Футбольної ліги (1):

«Челсі»: 2014–15
- Переможець Юнацької ліги УЄФА (1):

«Челсі»: 2014–15
- Переможець Ліги Європи УЄФА (1):

«Челсі»: 2018–19
- Переможець Клубного чемпіонату світу (1):

«Челсі»: 2021
- Володар Суперкубка Італії (1):

«Мілан»: 2024